# La Face cachée
La Face cachée is een Frans-Belgische dramafilm uit 2007 onder regie van Bernard Campan.

## Verhaal
François en Isabelle leven al jarenlang naast elkaar. Hun gesprekken zijn leeg en over echte problemen wordt vrijwel niets verteld. François speelt Bach op de piano en is druk bezig een wandkast te bouwen, maar zijn leven lijkt te mislukken. Zijn toenaderingspogingen bij Isabelle leveren geen resultaat op. François denkt dat zijn vrouw een minnaar heeft en hem wil verlaten. Maar achter haar afstandelijke masker verbergt Isa een geheim. Uiteindelijk zullen ze elkaar leren kennen.   

## Rolverdeling
| Acteur              | Personage |
| ------------------- | --------- |
| Bernard Campan      | François  |
| Karin Viard         | Isabelle  |
| Jean-Hugues Anglade | Xavier    |
| Tania Garbarski     | Christine |
| Olivier Rabourdin   | Pierre    |
| France Bastoen      | Babeth    |
| Liliane Becker      | moeder    |